# Passiflora umbilicata
Passiflora umbilicata je biljka iz porodice Passifloraceae.

## Sinonimi
- bazionim:
  - Tacsonia umbilicata Griseb., Abh. Königl. Ges. Wiss. Göttingen 19: 149. 1874.